# Superalliage

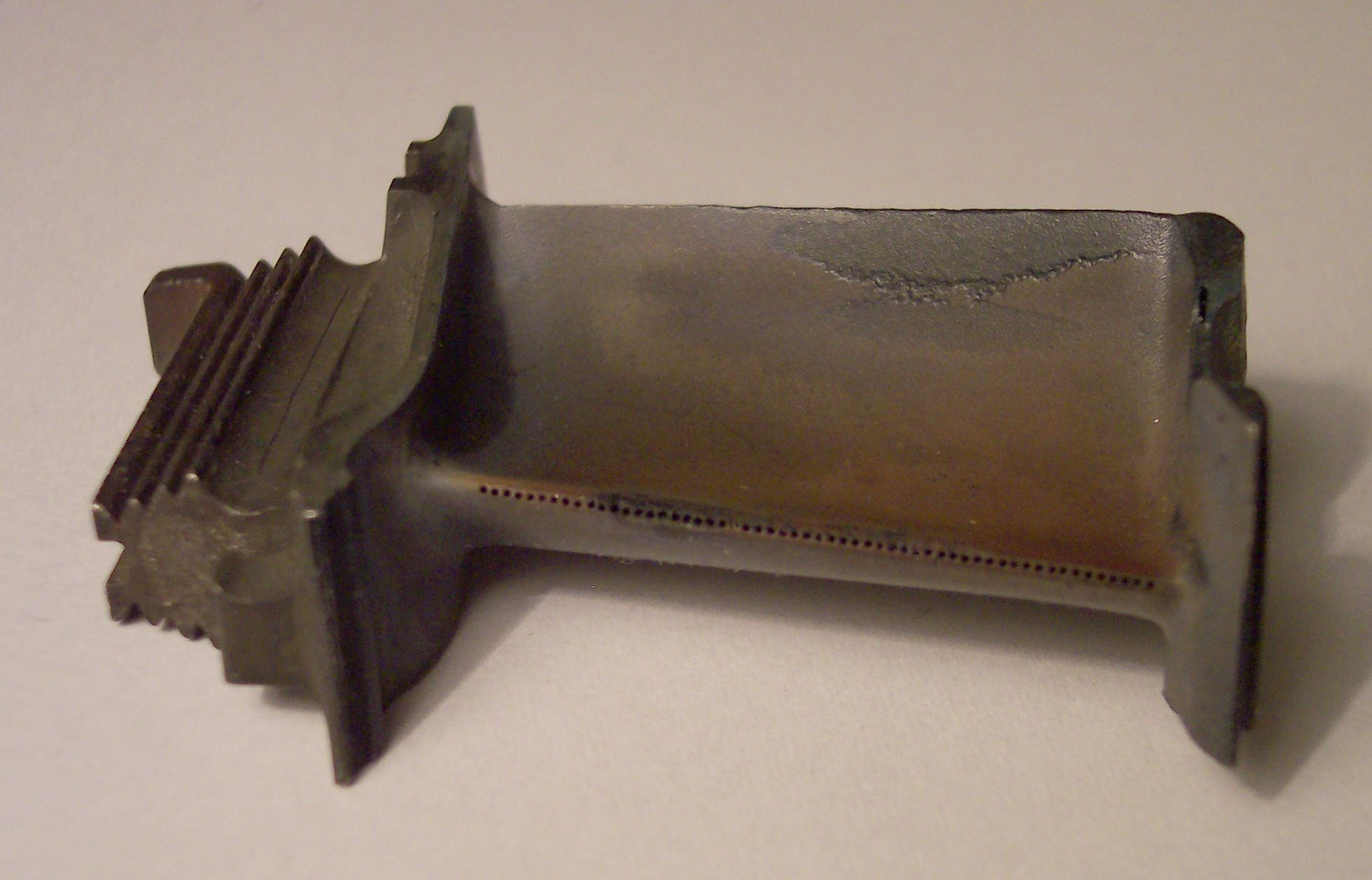
Aube de turbine usagée de RR 199

Un superalliage ou alliage à haute performance est un alliage métallique présentant une excellente résistance mécanique et une bonne résistance au fluage à haute température (typiquement 0,7 à 0,8 fois sa température de fusion), une bonne stabilité surfacique ainsi qu'une bonne résistance à la corrosion et à l'oxydation. 
Les superalliages présentent typiquement une structure cristalline cubique à faces centrées de type austénitique. Les éléments d'alliages à la base d'un superalliage sont le plus souvent le nickel, le cobalt et le fer, mais aussi le titane et l'aluminium. Le développement des superalliages s'est appuyé à la fois sur des innovations dans les domaines de la chimie et des processus de fabrication, réalisées dans les domaines de l'aérospatial et de l'énergie. Les superalliages trouvent leurs applications habituelles dans les turbines des moteurs d'avion (aubes de turbine des veines chaudes des turboréacteurs), les turbines à gaz, ou les turbines de l'industrie marine.
Comme exemples de superalliages, on peut citer : Hastelloy, Inconel, Waspaloy, Rene alloys (notamment René 41, Rene 80, Rene 95), Haynes alloys, Incoloy, MP98T, TMS alloys, Phynox, stellite, Carboloy, et les alliages monogranulaires CMSX. Dans ses centres de recherche tels que l'ONERA, la France a développé divers superalliages comme les alliages de la série AM (AM1…) utilisés dans le moteur du chasseur Rafale.

## Introduction
Les superalliages sont des matériaux métalliques destinés à des usages à hautes températures comme les zones chaudes des turbines à gaz ou des turboréacteurs, ou dans des milieux fortement corrosifs (nucléaire, pétrochimie).

## Applications
Les superalliages contenant :
- du cobalt sont utilisés dans l'industrie et dans les moteurs à turbine des avions ;
- de l'acier (acier au cobalt) sont employés dans la fabrication d'aimants permanents ;
- du carbure de tungstène et du cobalt (Carboloy) fournissent un matériau à haute dureté utilisé pour couper et usiner l'acier ;
- du chrome et du cobalt (Stellite) sont employés dans l'usinage de l'acier.

## Métallurgie
La base du superalliage est le métal constituant principal : Ni, Co ou Fe.
Les superalliages ont une bonne résistance à la fatigue thermique, à la corrosion à chaud, à la pression hydrodynamique et à la torsion.
On ajoute aussi des additifs au(x) constituant(s) principal(aux) : Cr et/ou Mo et/ou W et/ou Al et/ou Ta et/ou Ti et/ou V.